# Luka Bobičanec
Luka Bobičanec (Čakovec, 23 maggio 1993) è un calciatore croato, centrocampista svincolato.

## Carriera
Nell'agosto 2017 si accasa tra le file del NŠ Mura. Inizia brillantemente l'avventura nei Muraši contribuendo con le sue 15 reti alla vittoria della Druga slovenska nogometna liga, a termine della quale viene nominato miglior giocatore del campionato. Due stagioni dopo gioca da titolare la vittoriosa finale di Coppa di Slovenia. L'anno successivo conclude la terza stagione in 1. SNL con 11 reti in 33 presenze laureandosi campione di Slovenia, miglior marcatore dei Črno-beli, viene inoltre nominato miglior giocatore nella propria squadra. Il 6 luglio 2021 trascina il club sloveno alla prima storica vittoria in Champions League, al 28' minuto trasforma dal dischetto la rete decisiva del 1 a 0 ai danni dello Škendija.

## Palmarès

### Club

#### Competizioni nazionali
- Druga slovenska nogometna liga: 1

NŠ Mura: 2017-2018
- Coppa di Slovenia: 1

NŠ Mura: 2019-2020
- Campionato sloveno: 2

NŠ Mura: 2020-2021
Celje: 2023-2024

### Individuale
- Miglior giocatore della Druga slovenska nogometna liga: 1

2017-2018